# روسولا مغرية اللون
روسولا مغرية اللون (الاسم العلمي: Russula ochroleuca) هي نوع من الفطريات تتبع جنس الروسولا من الفصيلة الروسولية.